# Исаевский (Краснодарский край)
Исаевский — хутор в Кущёвском районе Краснодарского края.
Входит в состав Среднечубуркского сельского поселения.

## География
Расположен в северной части Приазово-Кубанской равнины.

### Улицы
- ул. Весёлая,
- ул. Садовая,
- ул. Юбилейная.

## Достопримечательности
- Постамент от памятника Ленину[2], который в годы Великой Отечественной войны был сохранён жителями хутора (сейчас памятник находится в хуторе Средние Чубурки)

## Население
| 2002 | 2010 |
| ---- | ---- |
| 212  | ↘166 |